# Turbe du cheikh Mustafa
Le turbe du cheikh Mustafa (en serbe cyrillique : Шеик Мустафино турбе ; en serbe latin : Šeik Mustafino turbe) est un tombeau ottoman situé à Belgrade, la capitale de la Serbie. Il se trouve dans la municipalité de Stari grad. Construit en 1783 et 1784, il est inscrit sur la liste des monuments culturels de grande importance de la République de Serbie et sur la liste des biens culturels de la Ville de Belgrade.

## Histoire
Le turbe du cheikh Mustafa est situé à l'angle des rues Braće Jugovića et Višnjićeva. Il a été édifié en 1783 et 1784, ainsi que l'indique une inscription située au-dessus de l'entrée, pour recueillir la dépouille du derviche Mustafa Bagdađanin. Il a été commandé par Hasni Efendi et destiné à des cérémonies de derviches. Deux autres derviches sont enterrés dans le turbe, Orsanli Mehmed-baba et Hatenćeli Hadži Omerbaba.

## Architecture
Le turbe se présente sous la forme d'un hexagone dont les côtés mesurent 4,9 m de long. Sur cette base repose le tambour du dôme. L'édifice est construit en pierres,

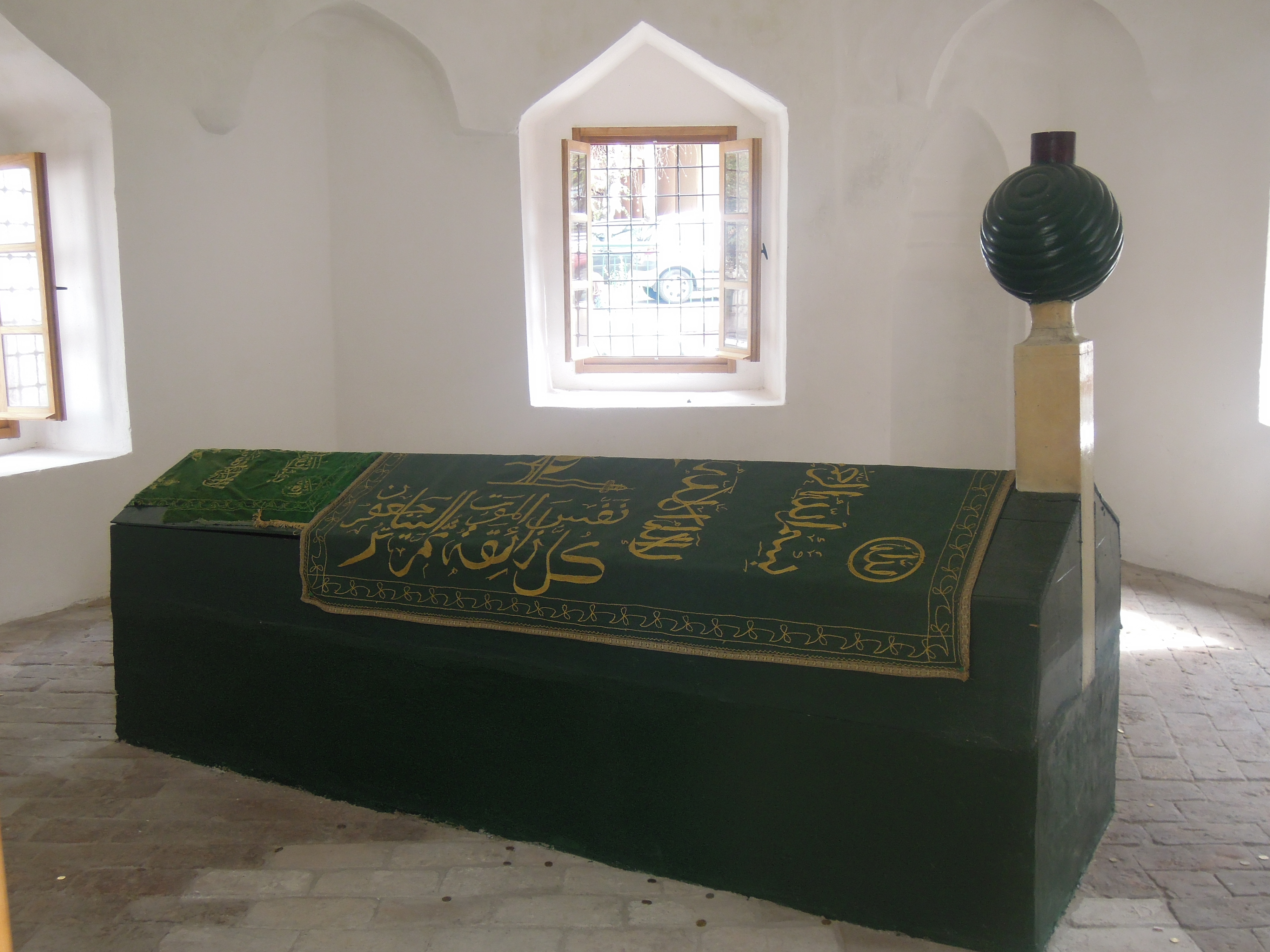
L'intérieur du turbe

## Décoration
L'intérieur est décoré d'inscriptions du Coran.